# Solidago sempervirens
Solidago sempervirens là một loài thực vật có hoa trong họ Cúc. Loài này được Michx. miêu tả khoa học đầu tiên.